# Neue Stenografische Praxis
Die Neue Stenografische Praxis (NStPr) ist eine Zeitschrift des Verbandes der Parlaments- und Verhandlungsstenografen e.V. für Stenographie.

## Geschichte
Die Zeitschrift wird seit 1953 herausgegeben. Von 1953 bis 2000 firmierte die Zeitschrift unter dem Namen Neue Stenographische Praxis. Ein Vorläufer der Zeitung war die von 1907 bis 1933 herausgegebene Stenographische Praxis.

## Inhalt
Die Zeitschrift des Verbandes umfasst zahlreiche Themen der Stenographie. So gibt es Berichte über einzelne Stenographen, wie bspw. ehemalige Leiter des stenographischen Dienstes im Deutschen Bundestag, z. B. Kurt Peschel oder Ludwig Krieger, oder über die Stenographie bei Prozessen, z. B. in Sarajevo gegen Gavrilo Princip. Die Zeitschrift behandelt aber auch historische Themen, so unter anderem den stenographischen Dienst im Führerhauptquartier.
Neben der historischen und politischen Perspektive, behandelt die Zeitschrift auch linguistische Themen, so unter anderem die geschlechtergerechte Sprache im Parlament.